# Judibana (Venezuela)
Pour les articles homonymes, voir Judibana.
Judibana est la capitale de la paroisse civile de Judibana de la municipalité de Los Taques dans l'État de Falcón au Venezuela.